# Elmer (Nova Jérsei)
Elmer é um distrito localizado no estado americano de Nova Jérsei, no Condado de Salem.

## Demografia
Segundo o censo americano de 2000, a sua população era de 1384 habitantes.
Em 2006, foi estimada uma população de 1370, um decréscimo de 14 (-1.0%).

## Geografia
De acordo com o United States Census Bureau tem uma área de
2,2 km², dos quais 2,2 km² cobertos por terra e 0,0 km² cobertos por água. Elmer localiza-se a aproximadamente 34 m acima do nível do mar.

## Localidades na vizinhança
O diagrama seguinte representa as localidades num raio de 16 km ao redor de Elmer.